# رون آدامز
رون آدامز (بالإنجليزية: Ron Adams)‏ مواليد 18 نوفمبر 1947 في كاليفورنيا، هو مدرب كرة سلة أمريكي ولاعب معتزل. وهو مدرب مساعد لفريق غولدن ستايت ووريورز في الرابطة الوطنية لكرة السلة. فاز بلقب دوري إن بي إيه. درب أيضا بوسطن سيلتكس، أوكلاهوما سيتي ثاندر، شيكاغو بولز، ميلووكي باكز، فيلادلفيا سفنتي سيكسرز، سان أنطونيو سبرز ونادي أوستند لكرة السلة.